# Краснотуранский сельсовет
Краснотуранский сельсовет - сельское поселение в Краснотуранском районе Красноярского края.
Административный центр - село Краснотуранск.

## Население
| 2010 | 2012  | 2013  | 2014  | 2015  | 2016  | 2017  |
| ---- | ----- | ----- | ----- | ----- | ----- | ----- |
| 5790 | ↘5703 | ↘5600 | ↘5543 | ↘5494 | ↘5458 | ↗5478 |

## Состав сельского поселения
В состав сельского поселения входит один населённый пункт — село Краснотуранск.

## Местное самоуправление
Краснотуранский сельский Совет депутатов
Дата избрания: 04.12.2011. Срок полномочий: 5 лет. Количество депутатов:  12
Глава муниципального образования
- Климов Вадим Витальевич. Дата избрания: 04.12.2011. Срок полномочий: 5 лет